# Nowe Krąplewice
Nowe Krąplewice (niem. Neu Klunkwitz) – część wsi Krąplewice w Polsce, położona w województwie kujawsko-pomorskim, w powiecie świeckim, w gminie Jeżewo.
W latach 1975–1998 Nowe Krąplewice administracyjnie należały do województwa bydgoskiego.